# Gâprée
Gâprée é uma comuna francesa na região administrativa da Normandia, no departamento Orne. Estende-se por uma área de 10,07 km². Em 2010 a comuna tinha 141 habitantes (densidade: 14 hab./km²).